# پایانه اتوبوسرانی تالین

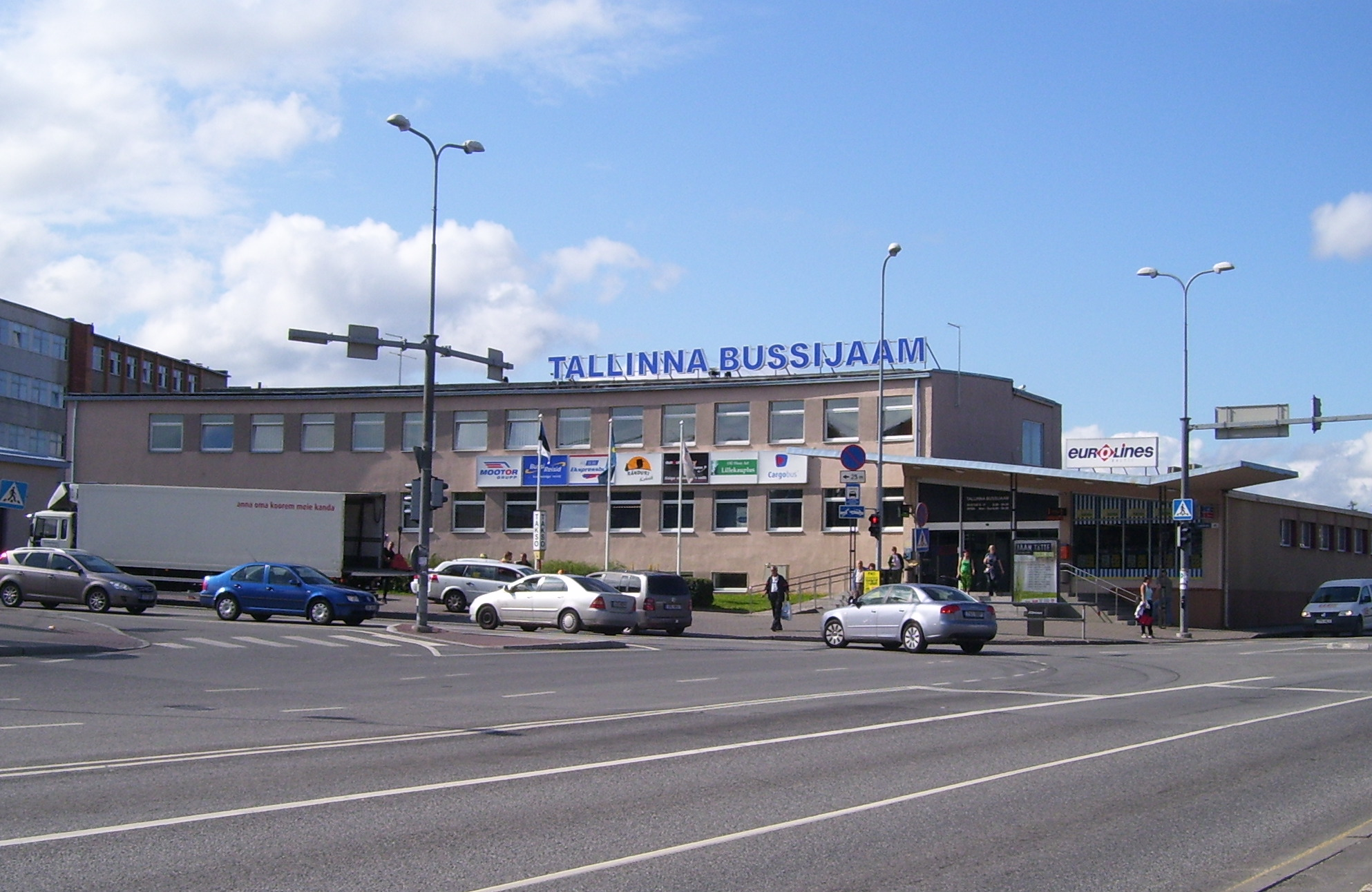
پایانه اتوبوسرانی تالین در ۲۰۰۹, قبل از بازسازی

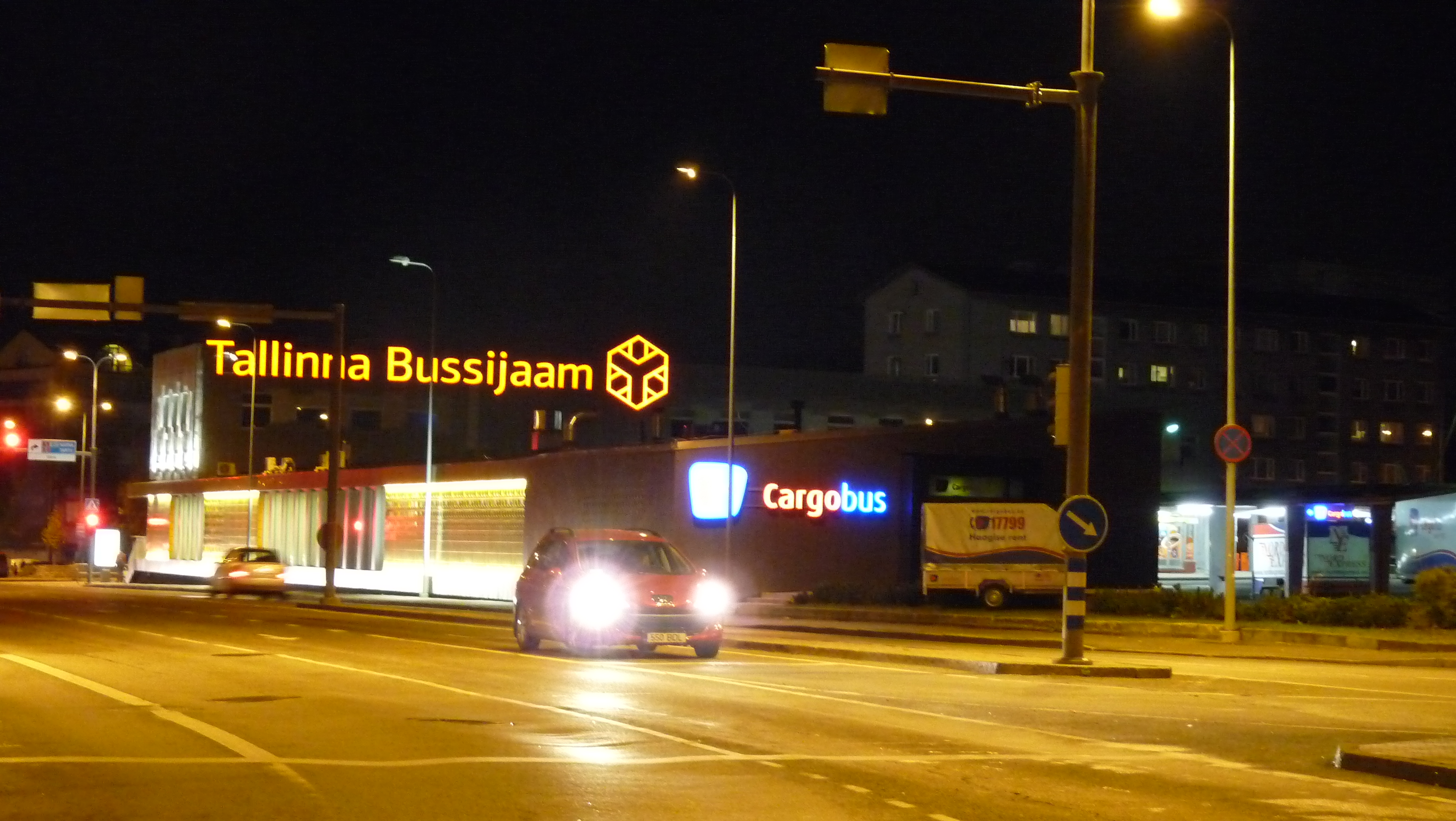
پایانه اتوبوسرانی تالین در ۲۰۱۳

پایانه اتوبوسرانی تالین (به انگلیسی: Tallinn bus station) پایانه اتوبوسرانی اصلی مسافت‌های طولانی شهر تالین، استونی است. این پایانه که در سال ۱۹۶۵ تأسیس شده در جنوب شرقی منطقه کسکلین در محله یوهکنتالی واقع شده‌است.